# Mikojan-Gurevitj MiG-3
Mikojan-Gurevitj MiG-3 är ett sovjetiskt stridsflygplan. Det är enmotorigt propellerflygplan, som konstruerades av Mikojan-Gurevitj 1939.
MiG-3, som var en utveckling av MiG-1, flög första gången 5 april 1940 och kom ut på förband som jaktflygplan 1941 där det tjänstgjorde fram till andra världskrigets slut. Tack vare att planet var lätt att underhålla i fält och att det var lätt att få fram reservdelar blev det väldigt tillförlitligt. 
MiG-3 är lågvingat monoplan med infällbart landställ. Första varianten var instabil med kort aktionsradie, varför en modifiering infördes efter att 100 flygplan tillverkats. Flygplanet försågs med ny cockpit, modifierade vingrötter, kraftigare vapen samt större bränsletank för att öka aktionsradien. 
Totalt tillverkades 3 322 exemplar i tre varianter fram till 1942 då tillverkningen upphörde.